# Coodanup
Coodanup is een plaats in de regio Peel in West-Australië. Het is een buitenwijk van de kuststad Mandurah.

## Geschiedenis
In 1956 werd aan een oever van de Serpentine in Mandurah een nieuwe verkaveling aangelegd: 'Coodanup Park Estate'. Op 5 oktober 1970 werd de naam Coodanup voor de wijk goedgekeurd. Wat de naam betekent of waar hij vandaan komt is onzeker doch H.W. Bunbury schreef in zijn boek Early Days in WA uit 1836 dat 'Colanup' de naam was die de Aborigines aan de monding van de Serpentine gaven.

## Beschrijving
Coodanup maakt deel uit van het lokale bestuursgebied (LGA) City of Mandurah, waarvan Mandurah de hoofdplaats is. 'Templetonia Park' en 'Beacham Reserve' zijn in Coodanup gelegen. Het 'Coodanup Community Centre' met zijn gemeenschapszaal is in het 'Beacham Reserve' gevestigd.
Tijdens de volkstelling van 2021 telde Coodanup 4.366 inwoners, tegenover 3.141 in 2006.

## Ligging
Coodanup ligt aan de van de Highway 1 deel uitmakende 'Mandurah Road', 75 kilometer ten zuidzuidwesten van de West-Australische hoofdstad Perth, 100 kilometer ten noorden van Bunbury en enkele kilometers ten zuidoosten van het centrum van Mandurah.
Coodanup wordt begrensd door de Serpentine in het oosten, 'Peel Inlet' in het zuiden, 'Pinjarra Road' in het noorden en de 'Mandurah Bypass' en 'Wanjeep Street' in het westen.

## Klimaat
Coodanup kent een warm mediterraan klimaat, Csa volgens de klimaatclassificatie van Köppen.

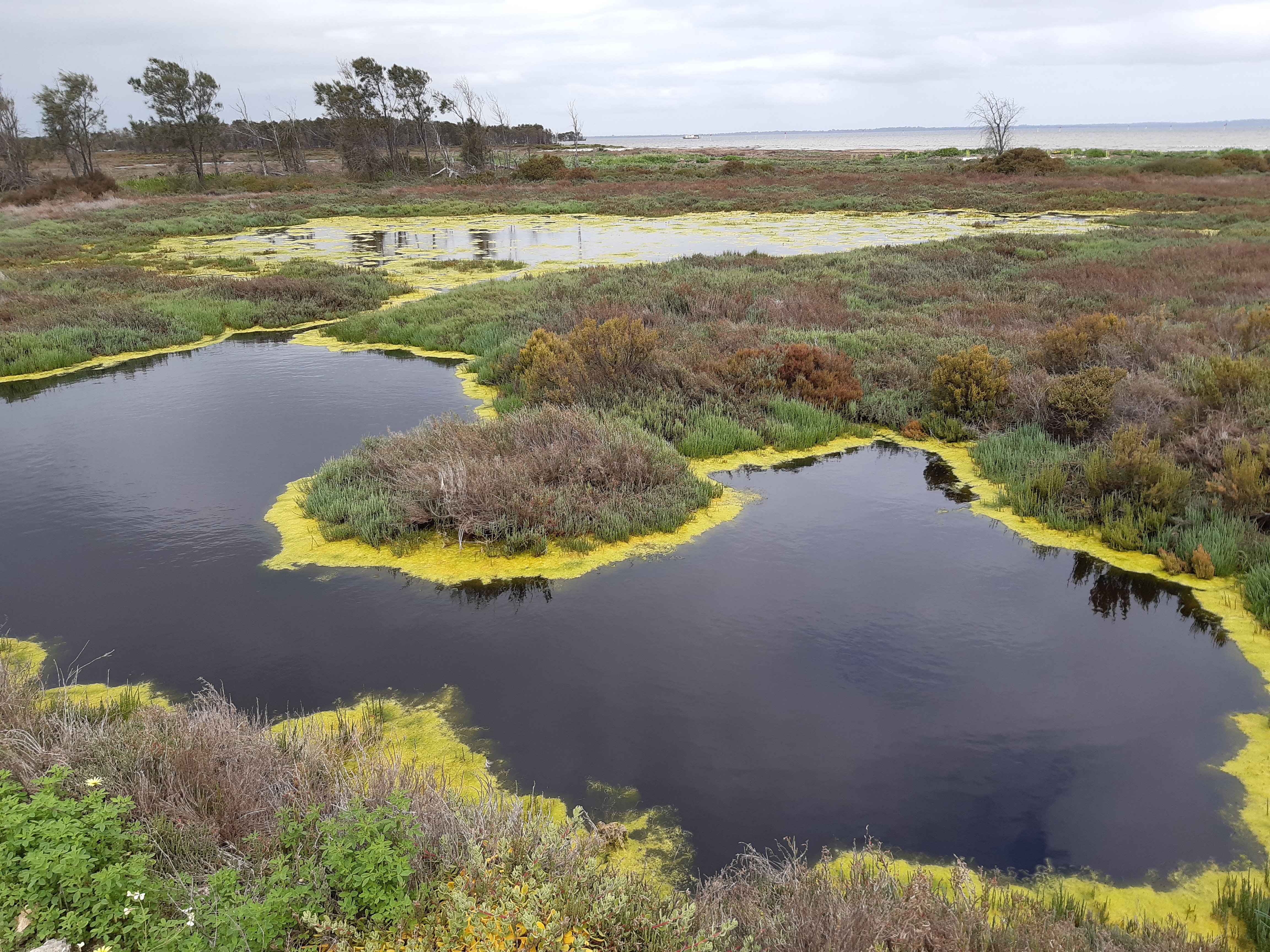
Uitzicht op 'Peel Inlet'

Banksiadale · Barragup · Birchmont · Blythewood · Boddington · Bouvard · Carcoola · Chadoora · Clifton · Coodanup · Coolup · Crossman · Dawesville · Dudley Park · Dwellingup · Erskine · Etmilyn · Fairbridge · Falcon · Furnissdale · Greenfields · Halls Head · Hamel · Herron · Holyoake · Inglehope · Kooljerrenup · Lake Clifton · Lakelands · Lower Hotham · Madora Bay · Mandurah · Marradong · Marrinup · Meadow Springs · Meelon · Mount Cooke · Mount Wells · Myara · Nambeelup · Nanga Brook · Nirimba · North Dandalup · North Yunderup · Oakley · Parklands · Pinjarra · Point Grey · Preston Beach · Quindanning · Ranford · Ravenswood · San Remo · Silver Sands · Solus · South Yunderup · Stake Hill · Teesdale · Wagerup · Wannanup · Waroona · West Coolup · West Pinjarra · Whittaker · Wuraming